# Zatoka Peczorska
Zatoka Peczorska (ros. Печорская губа, Pieczorskaja guba) – płytka zatoka położona w południowo-wschodniej części Morza Barentsa, u ujścia rzeki Peczory. Jej długość wynosi ok. 100 km, szerokość od 40 do 120 km, a głębokość do 6 m. Od października do czerwca jest pokryta lodem. W zatoce odbywają się połowy białuchy arktycznej, a także dorsza.